# Meryem Selloum
Pour les articles homonymes, voir Selloum.
Meryem Selloum est une lutteuse française née le 12 juin 1983 à Clermont-Ferrand et licenciée à l'US Créteil.

## Palmarès

### Championnats d'Europe
- Médaille de bronze en lutte libre dans la catégorie des moins de 59 kg en 2009
- Médaille de bronze en lutte libre dans la catégorie des moins de 59 kg en 2010

### Jeux méditerranéens
- Médaille d'argent en lutte libre dans la catégorie des moins de 59 kg en 2009 à Pescara,  Italie

### Championnats de France
- Championne nationale en 2003, 2006, 2008, 2009 et 2010.